# Hilda Sikora

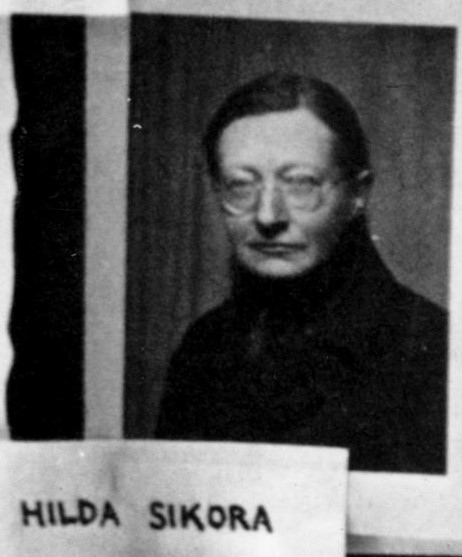

Hilda Sikora (* 11. Oktober 1889 in Antananarivo, Madagaskar; † 14. Juni 1974 in Wien) war eine österreichische Mikrobiologin und Zeichnerin.

## Leben und Werk
Sikora wurde als Tochter des österreichischen Sammlers Franz Sikora im damaligen Tananarive (heute Antananarivo) auf Madagaskar geboren. Sie erhielt keine formale Schulbildung, erreichte aber als Autodidaktin ein hohes Maß an entomologischer Kompetenz.

### Forschungen an der Kleiderlaus
1914 arbeitete sie aufgrund ihrer fundierten biologischen Kenntnisse und ihrer zeichnerischen Fähigkeiten am Hamburger Tropeninstitut und bereits 1916 veröffentlichte sie eine längere Monografie zur Anatomie, Physiologie und Biologie der Kleiderlaus, versehen mit sehr detaillierten Zeichnungen. Diese Publikation war analog einer Dissertation geschrieben, jedoch erhielt Sikora zeitlebens keinen akademischen Grad. Sie forschte bis 1925 am Hamburger Tropeninstitut und entwickelte ein Verfahren, wie Rickettsien, die Erreger des Fleckfiebers, in Kleiderläusen gezüchtet werden konnten, da sie in Petrischalen nicht überlebten. Die heute eher exotische Infektionskrankheit Fleckfieber galt noch im 19. und 20. Jahrhundert in Europa als Kriegsseuche und wurde auch als Kriegstyphus bezeichnet. Erstmals während des Ersten Weltkriegs wurde von dem österreichischen Zoologen Stanislaus von Prowazek gemeinsam mit seinem aus Brasilien stammenden Kollegen Henrique da Rocha Lima am Hamburger Tropeninstitut der Übertragungsweg über die Kleiderlaus nachgewiesen. Beide Forscher ermutigten Sikora, über die Biologie der Laus zu arbeiten.

### Forschungen zum Fleckfieberimpfstoff
Sikoras Forschungen waren grundlegend für die Entwicklung des Fleckfieberimpfstoffs nach der Weiglmethode. Bei der nach dem polnischen Biologen Rudolf Weigl benannten Methode wurden Kleiderläuse über den Darm mit Fleckfieber infiziert, diese Därme wurden präpariert und zu Impfstoff verarbeitet. Sikora leistete wichtige Vorarbeiten für die Impfstoffgewinnung aus Läusedärmen. Mit ihrem Verfahren wurden die Läuse über den Darm mithilfe feinster Kapillargefäße infiziert, wobei als Infektionsmaterial das zerriebene und aufgeschwemmte Gehirn eines mit Blut eines fleckfieberkranken Menschen infizierten Meerschweinchens diente. Die infizierten Läusedärme wurden wiederum zur Infektion der Meerschweinchen genutzt. Die anal angesteckten Läuse wurden bis zum Ausbruch der Infektion an fleckfieberimmunen Menschen gefüttert. Sikora hatte sich während ihrer Forschung unbeabsichtigt mit Fleckfieber infiziert und behielt neben der lebenslangen Immunität eine bleibende Herzschwäche zurück. Sie stand damit für die Fütterung der Rickettsien-infizierten Läuse zur Verfügung, ansonsten war die Prozedur in Deutschland kaum durchführbar, da nur sehr wenige fleckfieberrekonvaleszente Menschen für die Fütterung der infizierten Läuse zur Verfügung standen. Die Übertragung der Krankheit erfolgte nicht durch den Biss der Läuse, sondern durch das Eintragen ihrer Ausscheidungen beim Kratzen. Trotzdem blieb die Läusefütterung durch den Menschen gefährlich. Auf dem Höhepunkt der Erkrankung der Läuse wurden diese getötet und aus ihrem Darm, mit einer besonders hohen Konzentration der Rickettsia, der Impfstoff hergestellt. Sikora verbesserte die von Weigl empfohlenen Läusekäfige und fertigte als am Arm zu tragenden Streichholzschachteln als kleine Käfige, die den Läusen die gewohnten Lebensbedingungen boten und genaue Beobachtungen ermöglichten. Die von ihr technisch vervollkommneten Käfige wurden später allgemein für Läusezuchten verwendet.
1925 musste sie wegen ihrer sonderbaren Tierliebe (sie trug in ihrer Laborkitteltasche eine kleine Schlange und hielt in ihrem Labor sieben Katzen) das Hamburger Tropeninstitut verlassen und wurde in der Abteilung für Innere Medizin der Charité in Berlin von Victor Schilling aufgenommen. 1935 holte der Hygieniker Heinz Zeiss Sikora an sein Hygienisches Institut für die Durchführung experimenteller Untersuchungen an Fleckfieberimpfstoffen, die von der Deutschen Forschungsgemeinschaft finanziert wurden. Hier wollte sie mit Zeiss ein Referenzinsekt aus der Klasse der Arthropoden finden, um eine einfachere und billigere Form der Impfstoffproduktion zu entwickeln. Sikora führte Grundlagenstudien durch und veröffentlichte diese in einschlägigen Fachzeitschriften.
Sie verließ das Institut 1945 und verdiente ihren Lebensunterhalt als Malerin. Trotz ihrer Leistungen und einer langen Publikationsliste gelang es Sikora nach Ende des Krieges nicht, eine gesicherte Stellung zu finden. Der Institutsleiter Zeiss, der während des Krieges unter anderem militärische Gutachten über die Fleckfiebergefahr im Osten erstellte, wurde zu Ende des Krieges gefangen genommen. Es wurde ihm eine Spionagetätigkeit während seines langen Russlandaufenthalts zwischen 1921 und 1931 vorgeworfen und er hätte einen bakteriologischen Krieg gegen die Sowjetunion geplant. 1949 starb er geschwächt von einer Parkinsonerkrankung im Gefängnishospital von Wladimir (Russland) und konnte damit Sikora nicht mehr helfen.
Nachdem sie mehrere Jahre in einer Schrebergartenkolonie gelebt hatte, korrespondierte sie aus dem Altersheim der Heilsarmee in Berlin-Schöneberg. In ihrer Personalakte vom Hamburger Tropeninstitut finden sich Auszüge einer Korrespondenz ab Herbst 1956. Sie versuchte von Ordinarien und Institutsdirektoren Gutachten und Zeugnisse über ihre wissenschaftlichen Leistungen zu bekommen, um ihre zu geringe Rente aufzubessern. Sie schrieb an die Tropenmediziner Ernst Georg Nauck und Ernst Rodenwaldt, schickte Briefe nach Brasilien an Henrique da Rocha Lima und insbesondere der Bonner Ordinarius Rudolf Lehmensick setzte sich für ihre Rentenerhöhung ein.
1957 war sie vorübergehend am Zoologischen Institut in Bonn beschäftigt. Obwohl sie über 30 Jahre mit berühmten Fleckfieberforschern und Entomologen zusammengearbeitet hatte, erhielt sie keine dauerhafte Stellung für eine Altersabsicherung. Ab 1960 lebte sie in Wien, wo sie ihren 80. Geburtstag erlebte.

## Veröffentlichungen (Auswahl)
- Beiträge zur Biologie von Pediculus vestimenti. Anhang. Biologie der Schweinelaus, Ztrbl. Bakt. Parasitenkunde I. Orig., vol. 76, pp. 523–537, 1915.
- Beiträge zur Anatomie, Physiologie und Biologie der Kleiderlaus (Pediculus vestimenti Nitzsch). I Anatomie des Verdauungstraktes, Archiv für Schiffs- und Tropenhygiene, vol. 20, no. 1–3, pp. 1–76, 1916.
- Zur Kleiderlaus-Kopflausfrage, Archiv für Schiffs- und Tropenhygiene, vol. 21, pp. 275–284, 1917.
- Über Anpassung der Läuse an ihre Umgebung, Archiv für Schiffs- und Tropenhygiene, vol. 21, pp. 172–173, 1917.
- Vorläufige Mitteilungen über Mycetome bei Pediculiden, Biologisches Zentralblatt, vol. 39, pp. 287–288, 1919.
- Meine Erfahrungen bei der Läusezucht, Zeitschrift für Hygiene, vol. 125, pp. 541–552, 1943.
- mit Eichler, W.: Ein „Zwitter“ beim Taubenfederling Columbicola c. columbae Lin., Mitteilungen der Deutschen Entomologischen Gesellschaft, vol. 10, no. 7–8, pp. 71–73, 1941.
- mit W. Eichler: Über Kopulationseigentümlichkeiten der Mallophagen. (Beobachtungen über biologische Eigentümlichkeiten bei Mallophagen. III.), Zeitschrift für Morphologie und Ökologie der Tiere, vol. 38, no. 1, pp. 80–84, 1941.
- mit H. Rocha-Lima: Methoden zur Untersuchung von Läusen als Infektionsträger, in Handbuch der biologischen Arbeitsmethoden, vol. 12(4) 183, 1925.
- Neue Rickettsien bei Vogelläusen, Archiv für Schiffs- und Tropenhygiene, vol. 26, pp. 271–272, 1922.
- Zur Unterscheidung von Kopf- und Kleiderläusen, Archiv für Schiffs- und Tropenhygiene, vol. 26, p. 83, 1922.
- mit Henrique da Rocha Lima: Methoden zur Untersuchung von Läusen als Infektionsträger, Handbuch der biologische Arbeitsmethoden, Abteilung 12, T. 1. Berlin und Wien, 1926.